# Dino Crisis 3
Dino Crisis 3 (ディノ クライシス3) est un jeu vidéo d'action de type survival horror développé par Capcom Production Studio 4 et édité par Capcom en 2003 sur Xbox.
Il est le quatrième et dernier jeu de la franchise Dino Crisis. À l'image des précédentes itérations de la série, le gameplay s'articule autour d'affrontements contre des dinosaures et d'autres reptiles. L'action se déroule dans l'espace, sur une station spatiale. Contrairement à ses prédécesseurs, le jeu propose des dinosaures créés génétiquement à partir de mutations d'ADN extraits de diverses espèces de dinosaures.
Initialement, le jeu est prévu pour sortir sur Xbox et PlayStation 2, mais cette dernière version est abandonnée au début du développement.

## Système de jeu
Le nombre d'armes a été réduit à deux pistolets et à six types de munitions (une arme à feu et trois types de munitions par personnage jouable), en plus de petits droïdes de sécurité  appelés « WASP » qui aident contre les rencontres de dinosaures. Trois types de gilets pare-balles sont disponibles.

## Accueil
- Jeuxvideo.com : 12/20[3]